# داني ميلر (عالم)
داني ميلر (بالإنجليزية: Danny Miller)‏ (و. 1947 – م) هو عالم اقتصاد، وأستاذ جامعي، من كندا.

## التعليم
تعلم في جامعة مكغيل.

## مناصب وهيئات
أدار جامعة مكغيل.